# 小倉宮
小倉宮為日本皇室過去曾存在的宮家，於室町時代創設（實際年份不詳），是南朝系統所屬宮家。小倉宮始祖為後龜山天皇之子，名為恒敦（又有史料作良泰、聖承、實仁、廣成，而聖承一名也有史料指為其子之名，同時他是否有親王宣下則未明）。
在室町時代，因皇室的繼承問題與及和室町幕府鬥爭，小倉宮試圖奪取政權而導致滅亡。

## 恒敦時期
足利義滿在南北朝合一後承諾，後小松天皇的皇太子必定是恒敦，使後小松天皇對他產生仇恨。應永19年（1412年）八月，
後小松天皇駕崩，即位的卻是其子稱光天皇。
後龜山上皇和他早在應永17年（1410年）知悉其舉動，當年就以「經濟困難」逃到吉野。北朝系統的後小松天皇當初打算牽制恒敦的計劃就流產了。
終於，室町幕府在應永23年（1416年）要求後龜山上皇和他回京都。但恒敦並未陪伴他的父親回京，而是在吉野繼續抵抗。而後，恒敦在應永29年（1422年）七月十五日先於其父死亡。

## 聖承時期
應永32年（1425年）中稱光天皇病情惡化，而稱光天皇並無兒子，持明院統面臨斷絕的危機即張變為事實。因此，南朝支持者支持恒敦的遺兒聖承（有史料作義仁，後來他出家才稱小倉宮聖承，現以聖承暫稱）為下任天皇。但幕府無視其意見，立北朝伏見宮後裔為天皇（即後花園天皇）。
正長元年（1428年）七月六日，聖承往伊勢國國司北畠滿雅的嵯峨居所逃亡。而北畠滿雅則和與幕府對立的鎌倉公方足利持氏共同對抗幕府，推戴聖承為君而起亂。
最後動亂失敗，聖承被送回京都，當時其子教尊又往勸修寺出家，而幕府給與生活費不斷減少，使聖承的晚年十分窮困。
永享6年（1434年）二月聖承出家，稱小倉宮聖承，嘉吉3年（1443年）五月七日聖承去世。

## 教尊時期
聖承去世後，唯一的遺兒教尊（有史料作泰仁）在禁闕之變中流放到隱岐島，下落不明，小倉宮斷絕。

## 系譜
1. 恒敦
2. 聖承
3. 教尊